# Henri Bazin

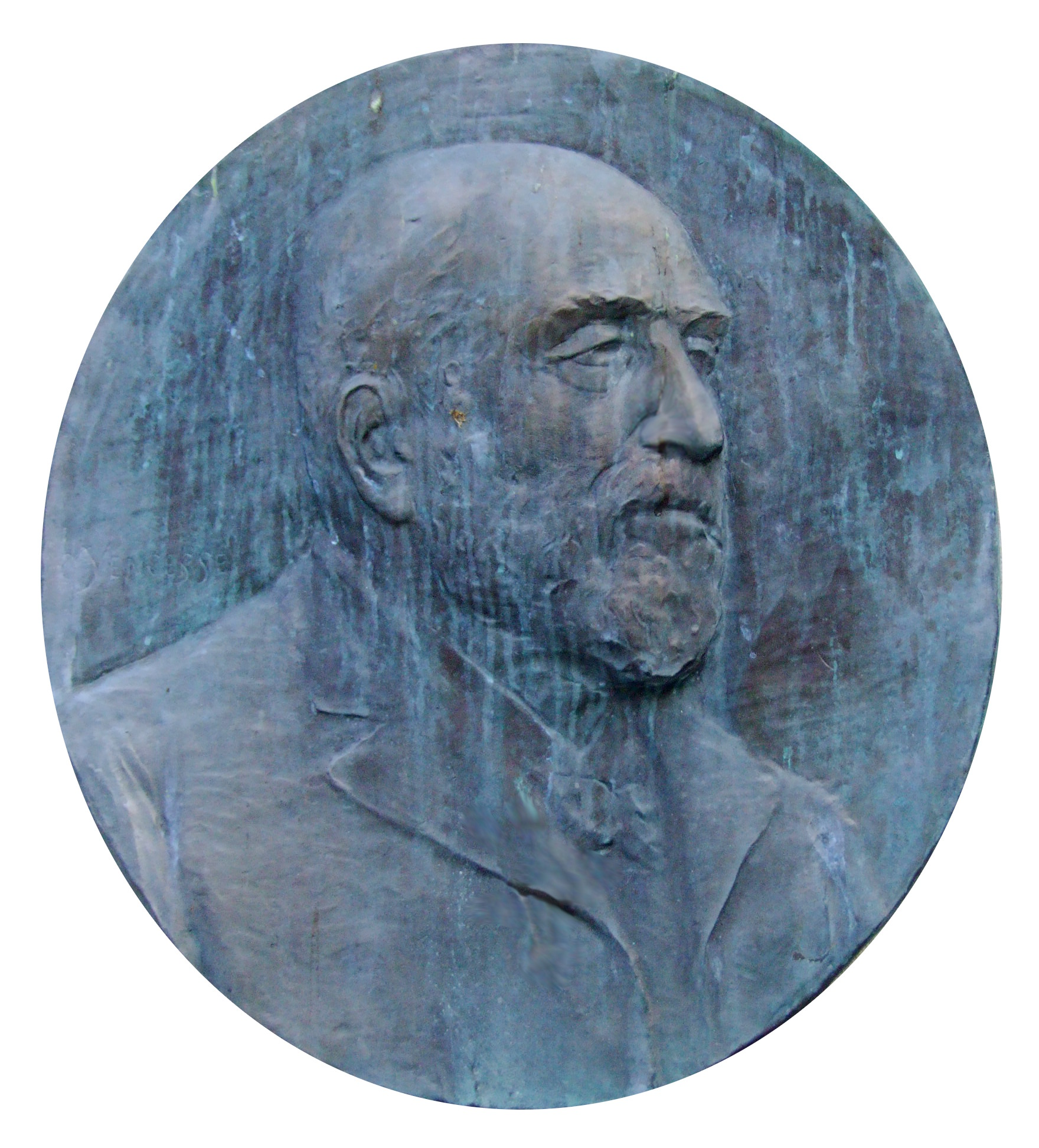
Henri Bazin.

Henri-Émile Bazin, nacido el 20 de octubre de 1829 en Nancy (Francia), muerto el 7 de febrero (otras fuentes indican el día 14 de febrero)[cita requerida] de 1917 en Chenôve, fue un hidráulico francés conocido, en particular, por:
- La fórmula de Bazin, aplicada frecuentemente y en especial para las redes de saneamiento, y por su cálculo del coeficiente de Chézy;
- El vertedero de Bazin, que tiene las siguientes características:
  - Pared vertical con el filo vertiente horizontal;
  - Forma rectangular;
  - Contracción lateral eliminada, canal de paredes verticales prolongadas aguas arriba del vertedero;
  - libre acceso del aire por debajo de la lámina vertida.

- Datos: Q984069
- Multimedia: Henry Émile Bazin / Q984069